# Rosalia novempunctata
Rosalia novempunctata är en skalbaggsart som först beskrevs av John Obadiah Westwood 1848.  Rosalia novempunctata ingår i släktet Rosalia och familjen långhorningar. Inga underarter finns listade i Catalogue of Life.